# Parelbella
Parelbella là một chi bướm ngày thuộc họ Bướm nâu.